# Беренхоф
Беренхоф (њем. Behrenhoff) општина је у њемачкој савезној држави Мекленбург-Западна Померанија. Једно је од 89 општинских средишта округа Остфорпомерн. Према процјени из 2010. у општини је живјело 776 становника. Посједује регионалну шифру (AGS) 13059006.

## Географски и демографски подаци
Беренхоф се налази у савезној држави Мекленбург-Западна Померанија у округу Остфорпомерн. Општина се налази на надморској висини од 25 метара. Површина општине износи 24,4 km². У самом мјесту је, према процјени из 2010. године, живјело 776 становника. Просјечна густина становништва износи 32 становника/km².